# Tibetanski jezici
Tibetanski jezici (privatni kod: tibt),  grana tibetskih jezika (53), sinotibetska velika porodica. Grana se na:  
a. Centralni (19) Kina, Nepal, Indija: dolpo, helambu sherpa, humla, jad, kagate, kyerung, lhomi, lowa, mugom, nubri, panang, spiti bhoti, stod bhoti, tibetski (standardni), tichurong, tseku, tsum, walungge. Izgubio status: (proglašen nepostojećim) atuence,
b. Istočni (8) Butan: bumthangkha, chalikha, dakpakha, khengkha, kurtokha, nupbikha, nyenkha, olekha,
c. Sjeverni (3) Kina: choni, amdo tibetanski i khams ili khampa
d. Južni (12) Butan Nepal, Indija: adap, brokkat,brokpake, chocangacakha, dzongkha, groma, jirel, lakha, layakha, lunanakha, sherpa, sikimski.
e. Zapadni (6) Indija, Pakistan: balti, purik, zangskari.
e1. Ladakhi Indija, Kina: changthang jezik|, ladakhi, takpa.
Gongduk, Butan
Lhokpu, Butan
Neklasificirani (3): naaba, sherdukpen, thudam.

## Vanjske poveznice
- Ethnologue (14th)
- Ethnologue (15th)